# 森本軍蔵
森本 軍蔵（軍藏、もりもと ぐんぞう、1897年（明治30年）10月17日 - 1979年（昭和54年）5月6日）は、日本の陸軍軍人。最終階級は陸軍少将。

## 経歴
熊本県出身。森本徳次郎の長男として生まれる。熊本中学校（現熊本県立熊本高等学校）卒業を経て、1918年（大正7年）5月、陸軍士官学校（30期）を卒業。同年12月、歩兵少尉に任官し歩兵第71連隊付となる。1919年（大正8年）8月から1920年（大正9年）5月までシベリア出兵に出征した。1922年（大正11年）3月、歩兵中尉に昇進。1926年（大正15年）12月、陸軍大学校（38期）を卒業し飛行第7連隊付となる。
1926年12月、兵科を航空兵に転科し航空兵中尉に任官。1927年（昭和2年）3月、航空兵大尉に昇進。1929年（昭和4年）3月、参謀本部付勤務となり、参謀本部員（作戦課）、陸軍省整備局課員を務め、1933年（昭和8年）8月、歩兵少佐に昇進。1934年（昭和9年）12月、陸軍航空本部員に就任し、航空本部イギリス駐在監督官、兼イギリス大使館付武官補佐官を務め、1937年（昭和12年）8月、航空兵中佐に進んだ。1938年（昭和13年）3月、航空本部員に就任し、同年12月、同本部庶務課長となり、1939年（昭和14年）3月、航空兵大佐に昇進した。
1941年（昭和16年）7月、防衛総司令部参謀に就任。1942年（昭和17年）4月、第3飛行師団参謀長に発令され日中戦争に出征。1943年（昭和18年）3月、陸軍少将に進級。同年5月、第8飛行団長に就任。1944年（昭和19年）4月、第4航空軍参謀長に発令され太平洋戦争に出征。同年8月、航空本部付となり帰国し、同年10月、陸軍航空審査部総務部長に就任。1945年（昭和20年）3月、第3航空軍参謀長に発令されシンガポールに赴任し終戦を迎えた。同年9月、南方軍総参謀副長に就任。1947年（昭和22年）5月に復員した。
1947年（昭和22年）11月28日、公職追放仮指定を受けた。

## 親族
- 弟 森本富士夫（陸軍少佐）[1]
- 義父 高梨慶三郎（陸軍少将）[1]

## 栄典
勲章
- 1944年（昭和19年）8月15日  - 勲二等瑞宝章[5]